# Fisch Ignác
Fisch Ignác, Farkas (Nagykároly, 1851. július 24. – ?) magyar utazó, újságíró.

## Élete
Iskoláit szülővárosában és Budapesten végezte; 1875-76-ban önkéntes és tartalékos tiszt volt. Beutazta Afrikát, Észak- és Dél-Amerikát. Hazatérte után 1879-ben a Magyar Távirati Iroda szolgálatába lépett, ahol egészen 1887-ig működött, 1891 és 1893 között az Acsády István szerkesztette Kézi Lexikon munkatársa volt.

## Munkái
- Kereskedelmi levelezés (1884., Lipcse, dr. Weinekkel együtt.)
- Echo (1890-91., Lipcse , a minden európai nyelven megjelenő e tankönyv-sorozatnak magyar részét írta.)